# پل بلیدز
پل بلیدز (انگلیسی: Paul Blades؛ زادهٔ ۵ ژانویهٔ ۱۹۶۵) بازیکن فوتبال اهل بریتانیا است.
از باشگاه‌هایی که در آن بازی کرده‌است می‌توان به باشگاه فوتبال ولورهمپتون واندررز، باشگاه فوتبال نوریچ سیتی، باشگاه فوتبال دربی کانتی، و باشگاه فوتبال روترهام یونایتد اشاره کرد.